# Гейзелтон (Північна Дакота)
Гейзелтон (англ. Hazelton) — місто (англ. city) в США, в окрузі Еммонс штату Північна Дакота. Населення — 223 особи (2020).

## Географія
Гейзелтон розташований за координатами 46°29′8″ пн. ш. 100°16′51″ зх. д. / 46.48556° пн. ш. 100.28083° зх. д. (46.485458, -100.280768).  За даними Бюро перепису населення США в 2010 році місто мало площу 0,93 км², уся площа — суходіл. В 2017 році площа становила 0,99 км², уся площа — суходіл.

## Демографія
Згідно з переписом 2010 року, у місті мешкало 235 осіб у 107 домогосподарствах у складі 61 родини. Густота населення становила 252 особи/км².  Було 126 помешкань (135/км²).
Расовий склад населення:
| - 97,4 % — білих - 2,1 % — корінних американців |

До двох чи більше рас належало 0,4 %. Частка іспаномовних становила 1,7 % від усіх жителів.
За віковим діапазоном населення розподілялося таким чином: 24,3 % — особи молодші 18 років, 49,3 % — особи у віці 18—64 років, 26,4 % — особи у віці 65 років та старші. Медіана віку мешканця становила 46,9 року. На 100 осіб жіночої статі у місті припадало 106,1 чоловіків;  на 100 жінок у віці від 18 років та старших — 104,6 чоловіків також старших 18 років.
Середній дохід на одне домашнє господарство  становив 54 888 доларів США (медіана — 29 615), а середній дохід на одну сім'ю — 86 417 доларів (медіана — 44 063). За межею бідності перебувало 21,1 % осіб, у тому числі 18,6 % дітей у віці до 18 років та 37,7 % осіб у віці 65 років та старших.
Цивільне працевлаштоване населення становило 82 особи. Основні галузі зайнятості: освіта, охорона здоров'я та соціальна допомога — 28,0 %, сільське господарство, лісництво, риболовля — 19,5 %, науковці, спеціалісти, менеджери — 15,9 %, будівництво — 15,9 %.